# Саръагаш
Саръагаш (на казахски: Сарыағаш, на руски: Сарыагаш, на узбекски: Sariagʻash или Сариағаш) e град в Южен Казахстан,  административен център на Саръагашкия район на Туркестанска област. Намира се в непосредствена близост до казахстанско-узбекистанската граница, на 15 км от столицата на Узбекистан – Ташкент. Градът заема територия от 28,5 km² и продължава да се разраства поради нарастването на населението. В Саръагаш има извори на минерална вода, която се бутилира от няколко фабрики. Градът е известен като център за балнеолечение. В района е развито винопроизводството. През Саръагаш минава главната железопътна линия Оренбург - Ташкент.

## История
Градът е основан през 1870 г. През 1968 г. е обявен за град. В състава на Съветския съюз градът е бил известен като Сариагач. На 24 април 1997 г. с указ на Президента на Казахстан градът е преименуван на Саръагаш, което от казахски се превежда като „Жълто дърво“. 